# Lost City Golf Course
Het Lost City Golf Course is een golfbaan in Sun City, Zuid-Afrika, die opgericht werd in 1993. De golfbaan werd ontworpen door de golfbaanarchitect Gary Player en het is een bosbaan met 18-holes en heeft een par van 72.
De fairways, tees en roughs zijn beplant met kikuyu-gras, een tropische grassoort, en de greens zijn beplant met struisgras.

## Golftoernooien
De golfclub ontving af en toe grote golftoernooien:
- Nashua Masters: 1994 & 1995
- Dimension Data Pro-Am (kwalificaties): 1996-2000, 2009
- Vodacom Origins of Golf Tour: 2004, 2001-heden
- Nedbank Affinity Cup: 2007 & 2008
- Nashua Golf Challenge (kwalificaties): 2009
- Sun City Challenge: 2012-heden
- Investec Cup: 2013